# (33214) 1998 FP90
1998 FP90 (asteroide 33214) é um asteroide da cintura principal. Possui uma excentricidade de 0.05310260 e uma inclinação de 21.95336º.
Este asteroide foi descoberto no dia 24 de março de 1998 por LINEAR em Socorro.